# Мешеишта
Мешеишта (мкд. Мешеишта) су насеље у Северној Македонији, у западном делу државе. Мешејишта припадају општини Дебарца.
Мешеишта су до 2004. године била средиште истоимене општине, која је потом припојена општини Дебарца.

## Географија
Насеље Мешеишта је смештено у западном делу Северне Македоније. Од најближег града, Охрида, насеље је удаљено 15 km северозападно.
Мешеишта се налазе у историјској области Дримкол, која приобално подручје Охридског језера око Струге, на месту истока реке Црни Дрим (порекло имена). Насеље је смештено у североисточном делу области, где се од Струшког поља на западу уздиже планина Мазатар ка истоку. Непосредно западно од насеља протиче речица Сатеска. Надморска висина насеља је приближно 770 метара.
Клима у насељу, и поред знатне надморске висине, има жупне одлике, па је пре умерено континентална него планинска.

## Становништво
Мешеишта су према последњем попису из 2002. године имала 779 становника. 
Већину становништва чине етнички Македонци (99%).
Већинска вероисповест је православље.